# Oxytropha ametalla
Oxytropha ametalla är en fjärilsart som beskrevs av Turner 1898. Oxytropha ametalla ingår i släktet Oxytropha och familjen plattmalar. Inga underarter finns listade i Catalogue of Life.